# 11169 Alkon
A 11169 Alkon (ideiglenes jelöléssel 1998 FW33) a Naprendszer kisbolygóövében található aszteroida. A LINEAR projekt keretében fedezték fel 1998. március 20-án.